# Magnetna napetost
Magnétna napétost (oznaka Um) je fizikalna količina, določena v magnetnem polju po analogiji z električno napetostjo v električnem polju:
{\displaystyle U_{m}=\int \mathbf {H} \cdot d\mathbf {s} }
Pri tem je H jakost magnetnega polja, ds pa majhen premik v magnetnem polju.
Po izreku o magnetni napetosti je magnetna napetost po sklenjeni poti enaka vsoti objetih električnih tokov.
Mednarodni sistem enot predpisuje za magnetno napetost osnovno enoto amper.